# Ван Клиф, Ли
Кларенс Лирой (Ли) Ван Клиф-младший (англ. Clarence Leroy "Lee" Van Cleef, Jr.; 9 января 1925 — 16 декабря 1989) — американский киноактёр, известный в основном ролями в вестернах, где прославился как идеальный тип «плохого парня». Однако иногда он играл и положительных персонажей — например, охотника за головами Мортимера Дугласа в спагетти-вестерне «На несколько долларов больше».
Наиболее прославленная роль Ван Клифа — хладнокровный убийца Сентенца в классическом спагетти-вестерне Серджо Леоне «Хороший, плохой, злой». За 37 лет актёрской карьеры Ли Ван Клиф сыграл 90 ролей в кино и 109 в телевизионных постановках.

## Биография
Ван Клиф родился в Сомервилле, округ Сомерсет, штат Нью-Джерси, в семье потомков голландских, шведских, бельгийских и английских переселенцев. Во время Второй мировой войны служил на флоте; после победы, бросив работу бухгалтера, стал актёром. Его первые опыты были сценическими, включая даже небольшую роль в бродвейском мюзикле. Первым фильмом Ван Клифа стал классический «Ровно в полдень», в котором он мелькнул в эпизодической роли злодея. За этим последовало несколько ролей в низкобюджетных фантастических фильмах.

### Карьера
Ван Клиф играл разных незначительных персонажей в четырёх эпизодах сериала канала ABC «Стрелок» в период между 1959 и 1962 годами. После он выступал в ролях мелких злодеев в различных вестернах. Он также сыграл злодея в 1962 году в классическом фильме Джона Форда «Человек, который застрелил Либерти Вэланса» и снимался с Джеймсом Стюартом и Джоном Уэйном. Он снялся в небольшой роли одного из речных пиратов в фильме 1962 года «Как был завоёван Запад».
В 1958 году Ван Клиф попал в серьёзную автомобильную аварию и был вынужден временно оставить актёрскую карьеру. С 1962 по 1965 год он работал художником в одном из отелей Голливуда, начал пить, однако случайная встреча с Серджо Леоне помогла ему. Он сыграл главных героев в двух спагетти-вестернах трилогии Леоне — «На несколько долларов больше» и «Хороший, плохой, злой». Он исполнил также роль второго плана в культовом фильме Джона Карпентера «Побег из Нью-Йорка» и появился в качестве злодея-жулика в эпизоде сериала «Бонанза» — «Кровавая линия» (31 декабря 1960 года).
В 1970 году Ван Клиф дал интервью, в ходе которого упомянул, что часто играет в фильмах с чрезмерным проявлением насилия:
Я верю в демонстрирование настоящего насилия, не игрушечного. Настоящее насилие выбивает вас из колеи, так как вы знаете, что так поступать не нужно. Если насилие показывается достаточно реалистично, люди не захотят заниматься тем же.
В начале 1980-х годов он играл Джона Питера Маккалистера, «первого выходца с Запада, ставшего ниндзя» в шоу-сериале «Мастер» от NBC. Последний раз актёр появился на телевидении в 1984 году. Эпизоды шоу были позднее разрекламированы и выпущены в качестве телевизионных фильмов.

### Личная жизнь
Ли Ван Клиф был трижды женат: на Пэтси Рут Кале (с 1943 по 1960), на Джоан Марджори Дрэйн (с 1960-го по 1974-й) и на Барбаре Хавелоне (с 1976-го и по день смерти актёра). В браке с первой из жён у актёра родилось трое детей.
Во время постройки игрового домика для одной из дочерей Ли Ван Клифф лишился фаланги среднего пальца на правой руке. Травмированная рука актёра крупным планом видна на 62-й минуте фильма «На несколько долларов больше» и в сцене перестрелки фильма «Хороший, плохой, злой».

### Последние годы и смерть
Последний фильм, в котором он принял участие, назывался «Thieves of fortune» (на русский это название переводят как «Воры удачи» или «Джентльмены удачи»). Здесь он сыграл миллионера Серджио Кристоферо.
В последние годы жизни Ван Клиф страдал от различных сердечных болезней. В ночь на 17 декабря 1989 года в своём доме в Окснарде, штат Калифорния, где актёр жил почти всю свою жизнь с семьёй, Ван Клиф потерял сознание. Вскоре он был доставлен в региональный медицинский центр имени святого Иоанна, где и скончался от сердечного приступа.
Был погребён на кладбище Голливуд-Хиллз в Лос-Анджелесе. На его надгробии высечена надпись: «Ли Ван Клиф, 9 января 1925 — 16 декабря 1989. „Лучший из плохих“. Любовь и Свет».

## Избранная фильмография
| Год  | Название фильма                                         | Оригинальное название                                                     | Роль                                    |
| ---- | ------------------------------------------------------- | ------------------------------------------------------------------------- | --------------------------------------- |
| 1952 | Ровно в полдень                                         | High Noon                                                                 | Джек Колби                              |
| 1952 | Тайны Канзас-Сити                                       | Kansas City Confidential                                                  | Тони Романо                             |
| 1953 | Чудовище с глубины 20 000 саженей                       | The Beast from 20,000 Fathoms                                             | капрал Джейсон Стоун                    |
| 1953 | Полиция нравов                                          | Vice Squad                                                                | Пит Монти                               |
| 1957 | Зорро                                                   | Zorro                                                                     | Кастилло                                |
| 1957 | Жестяная звезда                                         | The Tin Star                                                              | Эд Макгеффи                             |
| 1958 | Бравадос                                                | The Bravados                                                              | Альфонсо Паралл                         |
| 1962 | Человек, который застрелил Либерти Вэланса              | The Man Who Shot Liberty Valance                                          | Риз                                     |
| 1965 | На несколько долларов больше                            | Per Qualche Dollaro In Piu (англ. For A Few Dollars More)                 | полковник Мортимер Дуглас               |
| 1966 | Сдавайся и расплатись                                   | La Resa dei conti (англ. The Big Gundown)                                 | Джонатан «Колорадо» Корбетт             |
| 1966 | Хороший, плохой, злой                                   | Il buono, il brutto, il cattivo (англ. The Good, the Bad and the Ugly)    | Сентенца «Ангельские Глазки» — «Плохой» |
| 1967 | Дни ярости                                              | Giorni dell’ira, I (англ. Day of anger / Gunlaw)                          | Фрэнк Тэлби                             |
| 1967 | Смерть верхом на лошади                                 | Da uomo a uomo (англ. Death Rides a Horse)                                | Райан                                   |
| 1968 | По ту сторону закона                                    | Al di là della legge (англ. Beyond the Law)                               | Билли Джо Кадлип                        |
| 1969 | Сабата                                                  | Ehi amico… c'è Sabata, hai chiuso! (англ. Sabata)                         | Сабата                                  |
| 1970 | Паромщик                                                | Barquero                                                                  | Паромщик                                |
| 1971 | Капитан Апач                                            | Captain Apache                                                            | капитан Апач                            |
| 1971 | Река плохого человека / Река мошенников / Река негодяев | Bad Man’s River                                                           | Рой Кинг                                |
| 1972 | Великолепная семёрка снова в седле                      | The Magnificent Seven Ride!                                               | маршал Крис Адамс                       |
| 1974 | Незнакомец и стрелок                                    | Kárate, el Colt y el impostor, El (англ. The Stranger And The Gunfighter) | Дакота                                  |
| 1976 | Божье оружие                                            | God's Gun                                                                 | Отец Джон и его брат-близнец Льюис      |
| 1977 | Месть ребёнка                                           | Kid Vengeance                                                             | Макклейн                                |
| 1980 | Октагон                                                 | The Octagon                                                               | Маккарн                                 |
| 1981 | Побег из Нью-Йорка                                      | Escape from New York                                                      | Боб Хаук                                |
| 1986 | Вооружённый отпор                                       | Armed Response                                                            | Бюрт Рос                                |
| 1989 | Зона скорости                                           | Speed Zone                                                                | дедушка бросающий камешки               |
| 1989 | Джентльмены удачи                                       | Thieves of Fortune                                                        | Серджио Даниелло Кристоферо             |

## В поп-культуре
- Имя маршала Натана Ван Клифа, которого играет Ксандер Беркли в комедийном фильме 2000 года «Шанхайский полдень», — дань памяти Ли Ван Клифу.
- Персонаж Револьвер Оцелот, один из главных антагонистов серии Metal Gear Solid, был основан на образе Ли Ван Клифа[8].
- Кэд Бейн (англ. Cad Bane) — охотник за головами из мультсериала «Звёздные войны: Войны клонов», был основан на персонажах Ли Ван Клифа из фильмов «Хороший, плохой, злой» и «На несколько долларов больше»[9].
- Эдвин Ван Клиф (англ. Edwin VanCleef) — босс из подземелья Мертвые копи в компьютерной онлайн-игре World of WarCraft, также был основан на образе актёра.
- Песня группы Primus - Lee Van Cleef